# Heilig Hartkerk (Venlo)
De Heilig Hartkerk is een kerkgebouw in de Nederlandse stad Venlo in de gelijknamige gemeente. De monumentale rooms-katholieke kerk Heilig Hart van Jezus is dominant gesitueerd in de zichtas die de Straelseweg vanuit de Venlose binnenstad vormt. Voor de kerk ligt een rotonde die de splitsing vormt tussen Veldenseweg en Straelseweg.

## Geschiedenis
In 1921-1926 werd de kerk in fasen gebouwd naar het ontwerp van de architect Jules Kayser en werd opgetrokken in expressionisme beïnvloede bouwstijl. Hoewel nog niet gereed, werd de kerk in 1922 ingewijd.

## Architectuur
De hoofdvorm is een centraalbouw met koor en straatkapellen. Op een schets van voor de bouw staat een losstaande klokkentoren getekend westelijk van de kerk. Deze is nooit gebouwd. Mede daarom werd de entreepartij verplaatst naar een nieuw ontworpen schip aan de zuidwestzijde van de centraalbouw.
Tussen 1921 en 1926 werd de sacristie met kapel ontworpen. In 1926 werd er tevens een ontwerp gemaakt om de kerk aan weerszijden van het schip en de centraalbouw nogmaals uit te breiden met zijbeuken en kruisarmen. In 1946 wijzigde men het entreeportaal van de kerk.
Het gebouw heeft een complexe, in hoofdvorm kruisvormige plattegrond. De hoge centraalbouw wordt omgeven door lagere bouwvolumes in twee niveaus. Daardoor lijkt het vooraanzicht vanaf de Straelseweg een trapsgewijs verbredende en verhogende bouwmassa te hebben.
Zowel de sacristie als het priesterkoor zijn gedeeltelijk onderkelderd. De hoge vierzijdige centraalbouw wordt gedekt door een samenstelling van vier onder een rechte hoek op elkaar ingestoken zadeldaken, met een kruisvormige noklijn. Op de kruising van deze vier daken bevindt zich een dakruiter met luidklok. Deze nokruiter is bekleed met zink en koper.
De centraalbouw heeft op alle vier de hoeken een steunbeerconstructie, die wordt gedekt door een samenstelling van een tent- en een zadeldakje. Het zevenzijdige koor heeft een samengesteld zadel- annex tentdak. De beide kruisarmen hebben een half schilddak.
Het schip heeft een zadeldak, de entreepartij in het verlengde hiervan heeft een half tentdak. De nokhoogte van de zijbeuken van het schip, de sacristie en de uitbouwen in de oksels van centraalbouw en kruisarmen, schip of koor reikt tot de goothoogte van kruisarmen, schip en koor. Het betreft hier overwegend lessenaarsdaken. Het dak van de sacristie met kapel aan de noordzijde is een gecombineerd zadel-annex schilddak met een L-vormige noklijn. Op de nok van de sacristie een hoge schoorsteen. Alle daken worden gedekt met rode, rechtsdekkende Hollandse pannen en hebben bakgoten zonder overstek. De gehele kerk is opgetrokken in een donkere getinte baksteen.
De gevels kenmerken zich door een expressieve baksteentoepassing, met name in de verticale ornamentering in de centraalbouw.

## Interieur
Het interieur van de kerk wordt gedomineerd door het grote, geel genuanceerde bakstenen gewelf van de centraalbouw. Rode bakstenen gewelfribben, booglijsten en scheibogen. Rode bakstenen kolommen met gele bakstenen speklagen en gesneden voegwerk.
Trekstangen in de centraalbouw. Geel genuanceerde bakstenen kruisribgewelven in het schip, de zijbeuken en de zij- annex koorkapellen. Spitsboogvormige ribben tussen de gewelven, scheibogen tussen de zijbeuken en het schip. In de kruisarmen twee geel genuanceerde bakstenen spitsbooggewelven, waartussen een rode bakstenen rib. Verder een spitsbooggewelf bij de aansluiting van de sacristie naar de kruisarm. Het koor heeft een spitsbooggewelf, een rode bakstenen gewelfrib en daarachter een koepelgewelf met acht ribben. In 1970 werd het priesterkoor, opgetrokken uit travertijn, vergroot. Hoge koorlambrisering in marmer. Wit gepleisterde gevelvelden tussen lambrisering en koorgewelf.

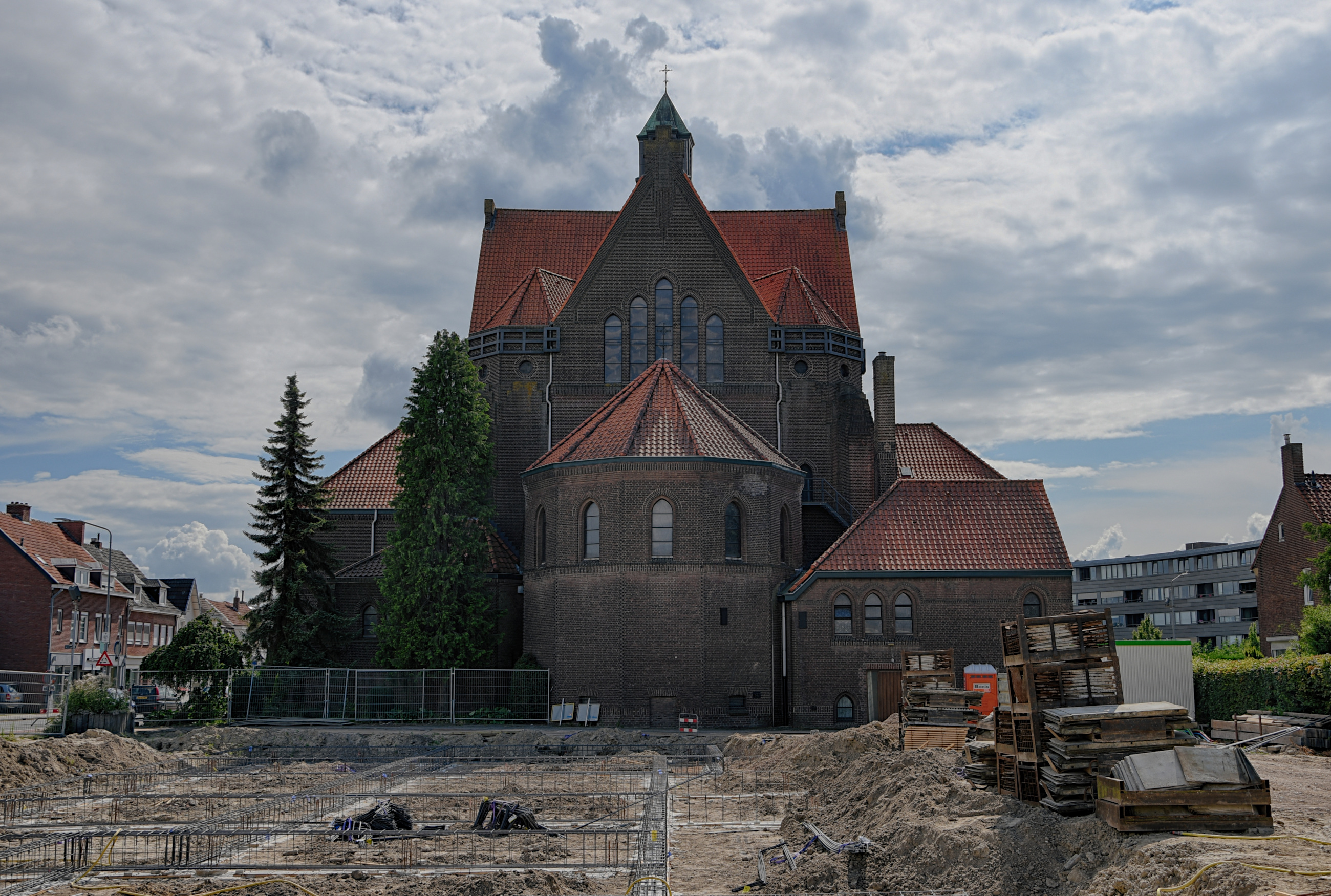
De Heilig Hartkerk gezien uit het noordoosten

## Bijzonderheden
- 2 biechtstoelen met neogotisch maaswerk, uit 1900, in de oostelijke zijbeuk
- Een zestal kerkbanken uit de kapel van Genooi, uit begin 19e eeuw
- Kruiswegstaties in Franse zandsteen, uit het tweede kwart van de 20e eeuw, naar een ontwerp van Charles Vos
- Zandstenen beeld Antonius van Padua, uit het eerste kwart van de 20e eeuw
- Zandstenen beeld Heilige Jozef met Kind, uit het eerste kwart van de 20e eeuw
- Heilig Hartbeeld in hout, uit het tweede kwart van de 20e eeuw
- Houten beeld Maria Onbevlekt Ontvangen, uit het tweede kwart van de 20e eeuw; en een beeld van de heilig verklaarde Gemma Galgani, uit het derde kwart van de 20e eeuw
- Terracotta beeldengroep beeldengroep met Sint-Joris uit Beesel, uit het derde kwart van de 20e eeuw
- Twee gebrandschilderde ramen in de devotiekapel voorstellende Maria-Tenhemelopneming, Onze-Lieve-Vrouw van Fátima, uit 1950
- Negen gebrandschilderde ramen in het koor, uit 1950
- Eenvoudig figuratief glas in lood in de spitsboogvensters.